# Gruppo Sportivo Fascista Rovigo 1928-1929
Questa pagina raccoglie le informazioni riguardanti il Gruppo Sportivo Fascista Rovigo nelle competizioni ufficiali della stagione 1928-1929.

## Stagione
Nella stagione 1928-1929, la sua seconda stagione nei campionati organizzati dalla FIGC, il Rovigo viene ammesso al campionato di Seconda Divisione e lo vince con 21 punti in classifica ottenendo la promozione in Prima Divisione, un punto di vantaggio sui Cantieri San Marco.
Era il secondo livello dell'epoca, ma nel corso dell'estate venne attuata la riforma dei "gironi unici". Questa riforma prevedette la riduzione della Divisione Nazionale in un girone unico chiamato Serie A con il taglio di otto squadre che andarono a costituire la nuova Serie B. 
Con la ristrutturazione delle serie inferiori il Rovigo, invece che accedere al campionato di secondo livello, rimase nel terzo (la Prima Divisione che pur non avendo il nome cambiato fu completamente ridimensionato sia in fatto di redistribuzione geografica delle squadre che di numero di poartecipanti per girone.
Il Rovigo, proveniente dal terzo livello rimane beffardamente dov'è... al terzo livello.

## Rosa
| N. |                   | Ruolo | Calciatore         |
| -- | ----------------- | ----- | ------------------ |
|    | Italia (bandiera) | A     | Luigi Adami        |
|    | Italia (bandiera) | D     | Ferruccio Bedendo  |
|    | Italia (bandiera) | D     | Aurelio Brigenti   |
|    | Italia (bandiera) | A     | Mario Caretta      |
|    | Italia (bandiera) | A     | Bruno Cavallaro    |
|    | Italia (bandiera) | A     | Alfredo Costa      |
|    | Italia (bandiera) | P     | Umberto Curti      |
|    | Italia (bandiera) | C     | Domenico Ferri     |
|    | Italia (bandiera) | A     | Lorenzo Frascaroli |
|    | Italia (bandiera) | A     | Galassini          |

| N. |                   | Ruolo | Calciatore       |
| -- | ----------------- | ----- | ---------------- |
|    | Italia (bandiera) | D     | Egisto Guarnieri |
|    | Italia (bandiera) | A     | Ugo Guidetti     |
|    | Italia (bandiera) | D     | Mario Lanzone    |
|    | Italia (bandiera) | C     | Mazzei           |
|    | Italia (bandiera) | A     | Giulio Orlandi   |
|    | Italia (bandiera) | C     | Reginato         |
|    | Italia (bandiera) | C     | Romanati         |
|    | Italia (bandiera) | A     | Iginio Rossati   |
|    | Italia (bandiera) | C     | Mario Scagnolari |
|    | Italia (bandiera) | C     | Antonio Zambotto |